# ベレッタM1918
ベレッタM1918（Beretta M1918）は、イタリアで開発された自動式カービンである。短機関銃とされることもあるが、実際にはフルオート射撃は試作品以外では行えなかった。

## 概要
M1918は、ベレッタ社のトゥリオ・マレンゴーニ技師によって考案された。基本的な設計はM1915機関銃を単装とした上でヴェテリ＝ヴィタリM1870/87小銃のトリガーガード、M91TSカービンの銃床および折畳式スパイク型銃剣を取り付けたものである。この銃剣は銃身長にあわせて25cmまで切り詰められていた。排莢口は弾倉の下側にあり、射手が誤って握らないように突出している。トリガーメカニズムは改修され、小銃と同様の引き金が設けられた。そのほか、レシーバーなどの主要部分はM1915とほとんど同型だった。弾倉が上部にあるため、照準器は右側にオフセットされている。
使用弾薬はM1915と同様、9x19mmパラベラム弾と同程度の威力を備える強装の9x19mmグリセンティ弾で、M1915やM1918で通常の拳銃用9mm弾を使うと動作不良を起こす可能性がある。また、寸法が非常に近いため、9x19mmパラベラム弾をそのまま装填し、射撃することも可能である。
現在よく知られるベレッタM1918やMAB1918のような呼び名は、開発当時は使われていなかった。単に「自動式カービン」（Moschetto Automatico）と呼ばれたほか、イタリア軍のマニュアル等ではレベリ＝ベレッタ自動式カービン（Moschetto automatico Revelli-Beretta）、あるいはこれを略したMAR-Bという呼び名も使われた。

## 歴史

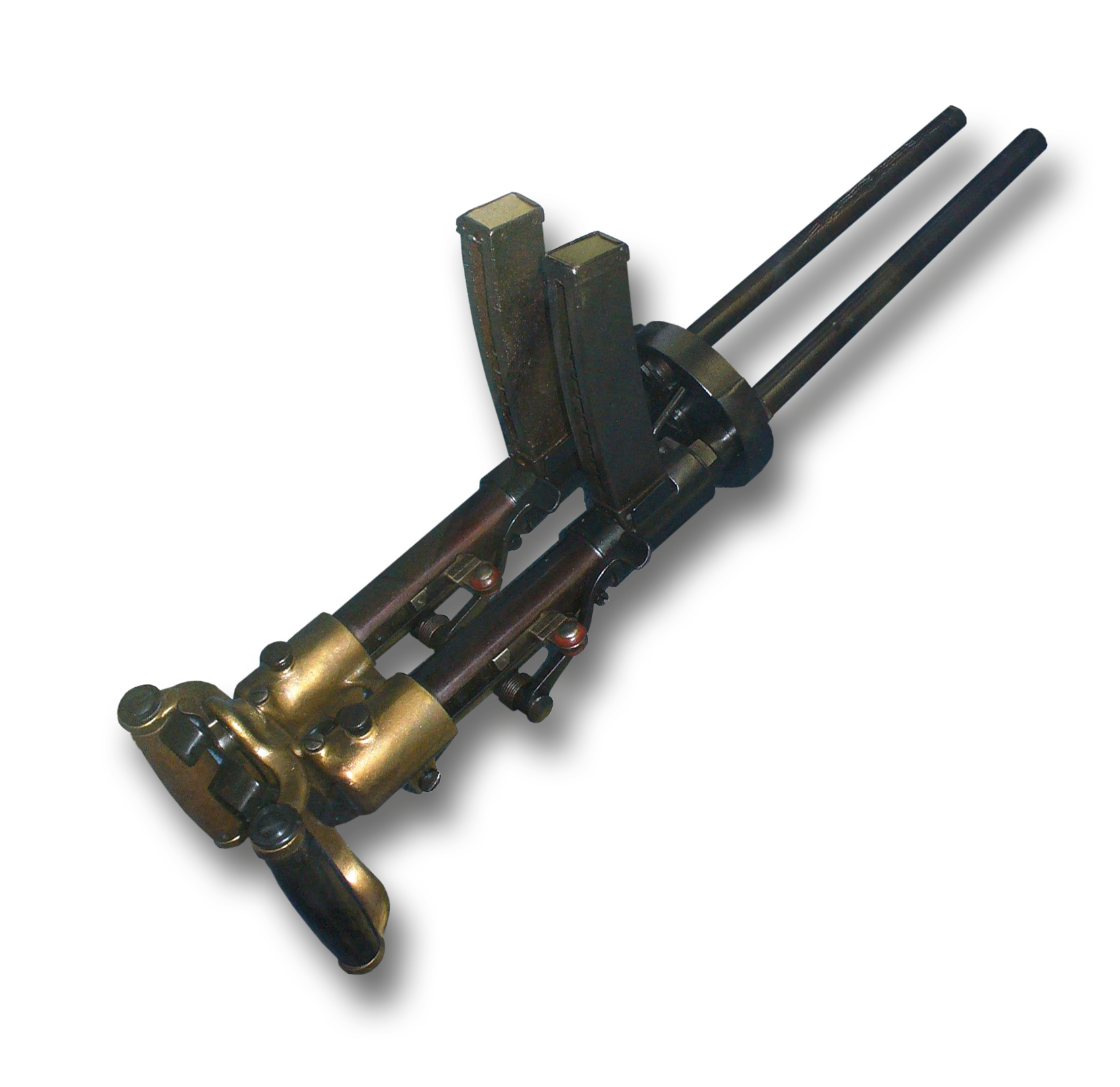
M1915機関銃

航空機関銃として設計されたM1915機関銃は威力不足のため地上戦用装備に転用された。それでも拳銃弾を使用することに由来する射程や威力、装弾数の不足、その他の航空機関銃としての特徴が仇となり、通常の軽機関銃としての運用は失敗に終わった。一方、山岳地帯で戦う山岳歩兵（アルピーニ）では軽量さが評価されたほか、ハーネスや土台を取り付けて突撃射撃（Marching fire）に用いるという運用方法が考案され、その後も効果的な運用方法の模索が続けられていた。やがて、トゥリオ・マレンゴーニ技師はM1915を単装化して小銃様式の銃床を取り付け、トリガーメカニズムを改修して肩撃ち銃とするアイデアを考案した。
最初にマレンゴーニが設計した試作銃は、M1915機関銃のレシーバーに切替式の発射速度調整器を組み込んだもので、射撃速度を300発/分まで低下させることができた。1918年9月、マレンゴーニの設計を発展させた「自動式カービン」（Moschetto Automatico）の製造が始まった。このプロジェクトは、設計者マレンゴーニが指揮をとったほか、ベレッタ社社長ピエトロ・ベレッタが監督し、さらにM1915機関銃の開発者アビエル・ベテル・レベリ・ディ・ボーモン中佐からの助言も受けていた。この自動式カービンは、トリガーディスコネクターが組み込まれており、フルオート射撃は行えなかった。元々はセミオート射撃のみ可能だったが、後にデュアルトリガーを用いバースト射撃が行えるモデルも試作された。
また、ベレッタM1918の生産開始直後、オフィチーネ・ビラール・ペロサ社（Officine Villar Perosa, OVP）でも類似の銃の生産が始まった（OVP短機関銃）。ただし、OVP M1918はベレッタM1918ほど大量には製造されなかった。
ベレッタ社の記録によれば、1918年11月28日までに数千丁が製造されたという。ロメオ・メラ中佐（Romeo Mella）が1921年に執筆した教範『Nozioni sulle armi portatili, sulle artiglierie e sul tiro』（小火器、火砲、射撃の概念）では、当時の一般的な自動小銃について、重量、必要以上の射程、機関銃には及ばない程度の射撃速度などを欠点として指摘し、代わりにM1918を新しい歩兵用火器として採用するべきと述べられていた。M1918については、機械的品質を高く評価する一方、弾道性能の低さを欠点とした。
1918年、ベレッタ社を含む3つのメーカーから提出された設計案の比較試験の後、M1918の採用が決定した。同年9月、ベレッタ社は陸軍からM1918を10,000丁製造するために、M1915機関銃5,000丁を引き渡す旨の通知を受けた。ただし、11月には休戦協定が結ばれ、第一次世界大戦が終結したため、陸軍からの発注がキャンセルされた。総生産数は4,000丁から5,000丁程度と言われている。想定された配備数は大隊あたりわずか18丁で、中隊の最優秀の射手に特別に支給することとされていた。大戦中にはもっぱら後方の実験部隊で配備され、前線にはほとんど送られなかった。9月に契約が行われているため、10月末のヴィットリオ・ヴェネト攻勢には間に合った可能性があるものの、実際に大戦中の戦闘で使用されたかは定かではない。
M1918および改良型のM18/30が広く使われたのは、1930年代から1940年代にかけての北アフリカでの戦いにおいてであった。1935年のエチオピア侵攻の際、M1918は旧式化しつつもイタリア軍の装備に残されていたが、このときには一方のエチオピア軍による運用が目立った。イタリア軍では1930年代までにM1918やM18/30が時代遅れの装備であると考えられるようになり、サウジアラビアやエチオピアなどに余剰品として売却されていた。皮肉なことに、1935年の侵攻ではそれらがイタリアに対して使われたのである。イタリア軍では第二次世界大戦の頃にも依然として使われていたが、1941年頃からM38A短機関銃への更新が始まり、1943年までにはまったく使われなくなった。一方、改良型のM18/30は相当数が残されており、黒シャツ隊などの装備として使われた。
大部分のM1918がM18/30に改修されたため、現存品は極めて少ない。

## 派生型
試作銃が多数存在し、その中にはデュアルトリガーを用いるセレクティブファイア機能を組み込んだビグリロ（bigrillo）と通称されるモデルや、シングルトリガーでボタン式のセレクターを備えるモデル、弾倉を下に移したモデルなどがあった。これらはいずれもごく少数のみが試験目的に製造された。1920年代初頭、M1918の主な欠点であった9mmグリセンティ弾の威力不足への対応として、新型の7.65x32mm弾を用いるモデルの開発が試みられた。拳銃弾と小銃弾の中間の寸法にあたる7.65x32mm弾は、後の中間弾薬と同様の発想に基づいていた。複数のメーカーが設計を行ったものの、射撃精度と信頼性の問題が解決できず、最終的に計画は中止され、7.65x32mm弾も採用されなかった。
1930年にはM18/30が設計された。レシーバーが再設計され、射撃はクローズドボルトの状態から行われるようになった。レシーバー後端のコッキングピースに特徴的なリング状の指掛が設けられていたことから、「注射器」（Il Siringone）と通称された。弾倉も新しく再設計され、装填は下方から行う。照準器としては、小銃と同型式のタンジェントサイトが中央に設けられている。折畳銃床付きの落下傘兵用モデルやスコープマウントが付いた民生用モデルなども開発されたが、少数生産に留まった。現在M18/30として知られる銃は、一連の改良のもとでレベリの設計に基づく箇所が失われたため、当時は単にベレッタ自動カービン（Moschetto Automatico Beretta）と称された。M18/30はイタリアの法執行機関が購入したほか、アルゼンチンに輸出され、同国の短機関銃開発に影響を与えたと言われている。1935年にはM18/30を改良したM35が開発された。基本的な機能は同様だが、ドイツ製MP35短機関銃からコピーした銃床やバレルジャケットが設けられている。M35は、後に開発されるM38A短機関銃の前身にあたる。